# Rudy Hernández
Rudolph Alberto Hernández Fuentes, conocido como Rudy Hernández (Santiago de los Caballeros, República Dominicana, 10 de diciembre de 1931-Condado, Puerto Rico, 23 de noviembre de 2022) fue un lanzador relevista dominicano que jugó en las Grandes Ligas de Béisbol. Hernández fue firmado por los New York Giants antes de la temporada de 1950. Fue adquirido por Washington Senators de los Gigantes de San Francisco antes de la temporada 1959, y  posteriormente reclutado por los nuevos Washington Senators de  los Mellizos de Minnesota en el draft de expansión de 1960.

## Carrera
Cuando hizo su debut en MLB el 3 de julio de 1960, Hernández se convirtió en el cuarto dominicano en jugar en las Grandes Ligas, y el primer lanzador. Entró a las Grandes Ligas solo dieciséis días antes que Juan Marichal.
Fue uno de los pocos beisbolistas que jugó en ambos equipos pertenecientes a la franquicia de los Washington Senators de la Liga Americana, y uno de los tres que jugaron con ellos en temporadas consecutivas después de Hal Woodeshick y Héctor Maestri.
Apareció  en veintiún partidos con el equipo original de Washington, y también apareció en siete partidos para el equipo de expansión del mismo. A través de su dos temporadas de carrera terminó con  43.2 entradas lanzadas, 13 juegos terminados, un récord de 4-1 y una efectividad de 4.12.
Su mejor partido fue probablemente el 9 de julio de 1960, cuando lanzó tres entradas sin permitir hits para ganarle a los Orioles de Baltimore.